# Erwin Lemmens
Erwin Lemmens (* 12. Mai 1976 in Brüssel) ist ein ehemaliger belgischer Fußballtorwart und seit Anfang 2013 Torwarttrainer der belgischen Fußballnationalmannschaft.

## Karriere

### Vereinskarriere
Lemmens begann seine Karriere als Fußballspieler im Jahre 1984 im Nachwuchs des Sint-Job FC, bei dem er auch kurzzeitig im Herrenfußball unterkam, ehe er im Jahre 1995 beim KSK Beveren anheuerte, wo er von 1997 bis 1999 als Stammtorhüter agierte. Danach unterzeichnete er einen Vertrag beim spanischen Klub Racing Santander, wobei er sich nach vier Spielzeiten und 82 Spielen in der Primera División für die Kantabrier dem Ligakonkurrenten Espanyol Barcelona anschloss und dort in der Saison 2003/04 Stammtorhüter war.
Die Form von Idriss Kaméni 2004/05 bedeutete für Lemmens, seine Pflicht auf der Bank zu erfüllen mit nur einem zu Buche stehenden Spiel im Copa del Rey. Daher war er zufrieden, im Sommer 2005 mit der Vertragsunterzeichnung bei Olympiakos Piräus einen Wechsel herbeiführen zu können, auch wenn er sich mit dem jungen Kleopas Giannou um die Position des Ersatztorwarts hinter der Nummer 1 Antonios Nikopolidis streiten musste.
2005/06 schaffte es Lemmens nicht, auch nur ein einziges Spiel für seinen Verein Olympiakos bestreiten zu dürfen, und so gingen Gerüchte einher, er würde verkauft werden. Dennoch blieb er zunächst dritter Torhüter hinter Antonios Nikopolidis und Tomislav Butina. Im Januar 2007 wechselte er dann zum niederländischen Club RKC Waalwijk, für den er bis Ende der Saison spielte und ging dann zum belgischen Verein F.C.V. Dender E.H. Nachdem er in der Saison 2008/2009 vereinslos gewesen war, ließ er von Sommer 2009 bis Sommer 2010 beim Zweitligisten KSK Beveren seine Karriere ausklingen und absolvierte dabei noch 32 Ligaspiele.

### Nationalmannschaftskarriere
Lemmens spielte 2004 zweimal für die belgische Fußballnationalmannschaft: am 13. März im Spiel gegen Deutschland und am 25. Mai gegen die Niederlande. Insgesamt wurde er fünfmal in die belgische Fußballnationalelf einberufen, davon zweimal im Jahre 1999 und dreimal im Jahre 2004.

### Trainerkarriere
Mit Anfang 2013 wurde Lemmens als neuer Torwarttrainer der belgischen Fußballnationalmannschaft bestätigt, nachdem er zuvor von 2010 bis 2011 bereits als Torwarttrainer des Profiteams von KSC Lokeren agierte. Mit dem Team war er unter anderem auch bei der Fußball-Weltmeisterschaft 2014 in Brasilien vertreten.